# فايكنغز (مسلسل)
فايكنغز (بالإنجليزية: Vikings) وتعنى القراصنة من شعوب الشمال، مسلسل كندي آيرلندي دراما تاريخية وأكشن–مغامرات مكون من 6 مواسم بمجمل 89 حلقة، من تأليف مايكل هيرست تبثه قناة التاريخ الكندية منذ 3 مارس 2013.

## خلفية عامة
المسلسل مستوحى من حكايات الشماليين في إسكندنافيا في العصور الوسطى المبكرة. وهو يتبع بشكل واسع مآثر الزعيم الأسطوري للفايكنج راغنار لوثبروك وطاقمه وعائلته وأحفاده، كما هو مذكور بشكل خاص في ملحمة راغنارز لوببروكار وراغنارسونا آرتار في القرن الثالث عشر، وكذلك في أعمال ساكسو غراماتيكوس في القرن الثاني عشر جيستا دانوروم. كانت الملاحم الأسطورية الإسكندنافية عبارة عن حكايات خيالية جزئية تستند إلى التقاليد الشفوية الإسكندنافية، مكتوبة بعد حوالي 200 إلى 400 سنة بعد الأحداث التي تصفها. مزيد من الإلهام مأخوذ من المصادر التاريخية لتلك الفترة، مثل سجلات غارة الفايكنغ على ليندسفارن المبينة في الحلقة الثانية، أو كتابات أحمد بن فضلان في القرن العاشر عن فارانجيون. يبدأ المسلسل مع بداية عصر الفايكنغ، حيث تميزت بالغارة على ليندسفارن في عام 793.

## طاقم العمل والشخصيات
- ترافيس فيميل بدور راغنار لوثبروك (مواسم 1–4)
- كاثرين وينيك بدور لاغيرثا
- كليف ستاندين بدور رولو (مواسم 1–4; بشكل متواتر موسم 5)
- جيسالين جيلسيج بدور سيغي (مواسم 1–3)
- جوزتاف سكارسجارد بدور فلوكي (مواسم 1–5)
- جورج بلاجدين بدور أثيلستان (أساسي مواسم 1–3; بشكل متواتر موسم 4)
- غابريل بيرن بدور إيرل هارالدسون (موسم 1)
- أليسا سثرلاند بدور أسلوغ (مواسم 1–4)
- دونال لوغ بدور هوريك من الدنمارك (مواسم 1–2)
- الكسندر لودفيج بدور بيورن ايرن سايد (مواسم 2–6)
- لينوس روتش بدور إيكبرت ملك ويسكس (مواسم 2–4)
- بن روبسون بدور كالف (مواسم 3–4)
- كيفن دوراند بدور هاربرد (مواسم 3–4)
- لوتحاري بليتياي بدور تشارلز من غرب فرنسا (مواسم 3–4)
- جون كافانا بدور الرائي (بشكل متواتر مواسم 1–3; أساسي مواسم 4–5)
- بيتر فرانزين بدور هارالد الأشقر (مواسم 4–6)
- جاسبر بايكينن بدور هالفدان الأسود (مواسم 4–5)
- مو دانفورد بدور إيثلولف (بشكل متواتر مواسم 2–4; أساسي مواسم 4–5)
- أليكس أندرسن بدور إيفار الكسيح (مواسم 4–6)
- ماركو إيلسو بدور هفيتسرك (مواسم 4–6)
- ديفيد ليندستروم بدور سيغارد عين الأفعى (موسم 4)
- جوردن سميث بدور أوبي (مواسم 4–6)
- جوناثان ريس مايرز بدور الأسقف هيكموند (مواسم 4–5)

## الإنتاج

### الموسم 1
تم تطوير وإنتاج مسلسل «الفايكنغ» الأيرلندي–الكندي من قبل شركة أكتغن فيلمز وتيك 5 برودكشنز. يُنسب الفضل إلى مايكل هيرست ومورجان أوسوليفان وجون ويبر وشيري مارش وألان جاسمر وجيمس فلين وشيلا هوكين كمنتجين منفذين. تم الإعلان عن ميزانية الموسم والأول وبلغت 40 مليون $.
بدأ تصوير المسلسل في يوليو 2012 في استوديوهات آشفورد التي تم بناؤها حديثًا في أيرلندا. تم اختيار هذا الموقع مكان مناسب لتصوير المشاهد ومناسب بالنسبة للضرائب. في 16 أغسطس 2012، تم تصوير مشاهد طويلة في لاغلا، وكذلك على خزان بولافوكا في الجبال ويكلو. تم تصوير 70% من مشاهد الموسم الأول في أماكن مفتوحة. تم تصوير بعض اللقطات الخلفية الإضافية في غرب النرويج.
يوهان رينك، سياران دونيلي، كين جيروتي كل منهم أخرج 3 حلقات. ويضم فريق الإنتاج المصور السينمائي جون بارتلي، مصمم الأزياء جوان بيرغن، مصمم الإنتاج توم كونروي، المؤلف تريفور موريس.

### الموسم 2
في 5 أبريل 2013، جددت قناة التاريخ مسلسل الفايكنغ لموسم ثانٍ مكون من 10 حلقات. جيف وولنو وكاري سكوغلاند انضما إلى كين جيروتي وسياران دونيلي كمخرجين للموسم الثاني. تم الإعلان عن موسمان جديدان من المسلسل في 11 يونيو 2013. ألكسندر لودفيغ يلعب دور المراهق بيورن، ولينوس روش، يلعب دور الملك إيكبرت من ويسيكس. يبدأ الموسم الثاني بقفزة في الزمن، حيث يتقدم فيها الشاب بيورن (ناثان أوتول) ليصبح مبارزًا أكبر بالسن. لم يرى بيورن الكبير والده، راغنار «لفترة طويلة من الزمن». لاغيرثا تتزوج مرة أخرى من إيرل قوي، ويوجه زوج الأم نصائح قاسية لبيورن. شارك إدفين إندر، ابن الممثلة السويدية لينا اندري، وشاركت أنا آستروم في بعض الأدوار في الموسم الثاني. كان إندر يلعب دور إرليندور، أحد أبناء الملك هوريك.

### الموسم 3
يُنسب الفضل إلى مايكل هيرست ومورجان أوسوليفان وجون ويبر وشيري مارش وألان جاسمر وجيمس فلين وشيلا هوكين كمنتجين منفذين.
أنتج هذا الموسم ستيف ويكفيلد وكيث ثومبسون. وعمل بيل جودارد وسياموس ماك إنيرني كمنتجين مشاركين. ويضم فريق الإنتاج لهذا الموسم المخرجين فرانك ونوالا مويسيل، ومصمم الأزياء جوان بيرغين، والمشرفين على المؤثرات البصرية جوليان باري ودومينيك ريمان، ومصممي الحيل السينمائية فرانكلين هينسون وريتشارد ريان والملحن تريفور موريس ومصمم الإنتاج مارك جيراغي والمحرر آرون مارشال للحلقات الأولى والثالثة والخامسة والسابعة والتاسعة، وتاد سيبورن للحلقات الثانية والرابعة والسادسة والثامنة والعاشرة، والمصور السينمائي بي جي ديلون.
قدمت مجموعة الموسيقى النرويجية واردرنيا الكثير من الموسيقى الخلفية لهذا المسلسل. كما ظهر مؤسس واردرنيا إينار كفيترفن سيلفيك كممثل في المسلسل خلال الموسم الثالث بدورشالطبيب الساحر.

### الموسم 4
أعلن مايكل هيرست عن خطط للموسم الرابع قبل بدء الموسم الثالث. بدأ إنتاج الموسم الرابع حول منطقة دبلن ويكلو في أبريل 2015.
انضم الممثلين الفنلنديين بيتر فرانزِن وجاسبر بايكونين، بالإضافة إلى الممثلة الكندية ديان دوان إلى فريق الممثلين في الموسم الرابع. لعب فرانزن دور الملك النرويجي هارالد ذو الشعر الفاتح، منافس راغنار المحتمل. ولعب بابكونين دور هالفدان الأسود، شقيق الملك هارالد. بينما لعبت دوان شخصية الفتاة الصينية والتي كان لها دور كبير في النصف الأول من الموسم الرابع.
لاعب نادي بلو جايز للبيسبول جوش دونالدسون من المعجبين بمسلسل الفايكنغز، وفي يناير 2016 أعلن أنه سيحظى بمشاركة شرفية كضيف في الموسم الرابع باسم «هوسكولد».

### الموسم 5
في نفس الوقت الذي تم فيه تجديد المسلسل لموسم خامس، أعلن أن الممثل الأيرلندي جوناثان ريس مايرز أنه سينضم إلى طاقم الممثلين، بدور هيمهوند «أسقف محارب». قال مبدع الفايكنينغ مايكل هيرست: «كنت أبحث في كتب التاريخ، ووجدت هذه الأساقفة المحاربين. السوابق من فرسان الهيكل. هؤلاء هم أناس كانوا متدينين جدًّا، حتى يضعوا الدروع ويحاربون. لا تدع وضعهم الكهنوتي يخدعك، "كانوا مجانين! كانوا يؤمنون تماما بالمسيحية والرسالة، ومع ذلك، في ساحة المعركة ، كانوا هائجين تمام».
كان نجم دبليو دبليو إي السابق، آدم كوبلاند يلعب دورًا يظهر بشكل متكرر خلال الموسم الخامس، حيث شارك بدور كيتل ذو الأنف المسطح، وهو محارب عنيف وجريء. يتم اختياره من قبل فلوكي ليقود رحلة استكشافية إلى آيسلندا لإقامة مستعمرة. الممثل الأيرلندي دارين كاهيل سيلعب دور أثلريد في الموسم الخامس. أخبر الممثل النيجيري ستانلي أموزي وسائل الإعلام المحلية أنه قد لعب دورًا صغيرًا في الموسم الخامس. وشارك في الموسم الخامس أيضاً الممثل الإيرلندي والموسيقي وكشافة الشرطة في الحياة الواقعية، كيران أورايلي حيث لعب دور «ذو الشعر الأبيض». في أبريل 2017، أُعلن أن الممثل الدنماركي إيريك مادسن سينضم إلى طاقم الممثلين للموسم الخامس، بدور الملك هيمج.

### الموسم 6
من المقرر أن ينضم الممثل الروسي دانيلا كوزلوفسكي إلى المسلسل للموسم السادس، بدور أوليغ العراف، حاكم فارانجيون (فايكنج شرق أوروبا) في القرن العاشر. ستُخرج كاثرين وينيك، والتي تلعب دور لاغيرثا في المسلسل، حلقة من الموسم.

## البث
| الموسم | الموسم | عدد الحلقات | عدد الحلقات | تاريخ البث الأصلي | تاريخ البث الأصلي |
| الموسم | الموسم | عدد الحلقات | عدد الحلقات | بث لأول مرة       | بث آخر مرة        |
| ------ | ------ | ----------- | ----------- | ----------------- | ----------------- |
|        | 1      | 9           | 9           | 3 مارس 2013       | 28 أبريل 2013     |
|        | 2      | 10          | 10          | 27 فبراير 2014    | 1 مايو 2014       |
|        | 3      | 10          | 10          | 19 فبراير 2015    | 23 أبريل 2015     |
|        | 4      | 20          | 10          | 18 فبراير 2016    | 21 أبريل 2016     |
|        | 4      | 20          | 10          | 30 نوفمبر 2016    | 1 فبراير 2017     |
|        | 5      | 20          | 10          | 29 نوفمبر 2017    | 24 يناير 2018     |
|        | 5      | 20          | 10          | 28 نوفمبر 2018    | 30 يناير 2019     |

عُرض فايكنغز لأول مرة في 3 مارس 2013، في كندا والولايات المتحدة. تم تجديد فايكينغز لموسم رابع في مارس 2015 تمديد حلقات الموسم إلى 20 حلقة، وعرض لأول مرة في 18 فبراير 2016. في 17 مارس 2016، جددت قناة التاريخ فايكنغز لموسم خامس مكون من 20 حلقة، وعرض لأول مرة في 29 نوفمبر، 2017. في 12 سبتمبر 2017، قبل العرض الأول للموسم الخامس، تم تجديد المسلسل لموسم سادس مكون أيضًا من 20 حلقة. في 4 يناير 2019، أُعلن بأن الموسم السادس سيكون الموسم الأخير للمسلسل. في المملكة المتحدة، عرض الفايكنج لأول مرة في 24 مايو 2013، حيث كان متوفرًا حصريًا على خدمة بث الفيديو المباشر عند الطلب لوف فيلم. الموسم الثاني لأول مرة في 24 مارس 2015. بدأ بث الموسم الثالث في 20 فبراير 2015، على أمازون فيديو.
في أستراليا، عرض المسلسل لأول مرة في 8 أغسطس 2013، على إس بي إس ون. تم نقله لاحقًا إلى أف أكس، والتي كانت في بداية الموسم الثاني في 4 فبراير 2015. بدأ الموسم الثالث من الفايكنج البث في أستراليا على إس بي إس ون في 19 مارس 2015. بدأ الموسم الرابع من الفايكنج البث في أستراليا على إس بي إس ون في 24 فبراير 2016.

### الرقابة
المشهد الجنسي بين لاغيرثا وأستريد في حلقة الموسم الرابع «الغريب» تم تعديله لجمهور الولايات المتحدة، ولم يظهر المشهد الذي سبق التقبيل.

## الاستقبال

### التقييمات
في كندا، شاهد العرض الأول 1.1 مليون مشاهد. بلغ متوسط عدد المشاهدين في الموسم الأول 942,000 مشاهد.

## وسائل الإعلام ذات الصلة

### المسلسل الجانبي
في 4 يناير 2019، إلى جانب الإعلان عن أن الموسم السادس من المسلسل سيكون موسمه النهائي، تم الإعلان عن أن مايكل هيرست وتلفزيون أم جي أم كانا يطوران مسلسلاً مع الكاتب جيب ستيوارت.

### الكُتب
- Saxo Grammaticus (1980) [1979]. Davidson، Hilda Roderick Ellis (المحرر). گستا دانوروم  [لغات أخرى]‏ [Saxo Grammaticus: The history of the Danes: books I–IX]. Translated by Peter Fisher. كامبريدج: D. S. Brewer. ج. 1 & 2. Chapter introduction commentaries. ISBN:978-0-85991-502-1.
- Pollard، Justin (2015). The World of Vikings (Hardback). San Francisco: Chronicle Books. ISBN:978-1-4521-4545-7.

## وصلات فنية
- فايكنغز على موقع IMDb (الإنجليزية)
- فايكنغز على موقع ميتاكريتيك (الإنجليزية)
- فايكنغز على موقع روتن توميتوز (الإنجليزية)
- فايكنغز على موقع نتفليكس (الإنجليزية)
- فايكنغز على موقع كينوبويسك (الروسية)
- فايكنغز على موقع ألو سيني (الفرنسية)
- فايكنغز على موقع قاعدة بيانات الفيلم (الإنجليزية)